# Ley Gayssot
La Ley Gayssot (en francés, Loi Gayssot) es la designación común de la ley francesa n.º 90-615 del 13 de julio de 1990, «destinada a reprimir todo propósito racista, antisemita o xenófobo». Así, el artículo primero de la ley sostiene que «Toda discriminación fundada en la pertenencia o no pertenencia a una etnia, nación, raza o religión está prohibida». Su antecedente fue la ley del 1 de julio de 1972 relativa a la lucha contra el racismo.

## Historia
Desde la promulgación de la Ley Gayssot, en Francia, es una ofensa cuestionar la existencia o el tamaño de la categoría de crímenes contra la humanidad, como están definidos en la Carta de Londres, sobre la base de la cual fueron condenados los líderes nazis en los Juicios de Núremberg entre 1945 y 1946. Propuesta por el diputado comunista Jean-Claude Gayssot, es una de las muchas leyes europeas que prohíbe el negacionismo del Holocausto. La Commission nationale consultative des droits de l'homme (Comisión nacional consultiva sobre los derechos humanos), creada en 1947, está encargada de elaborar anualmente un informe público sobre la situación del racismo en Francia.
El destacado negacionista Robert Faurisson criticó esta ley como una «violación de su derecho a la libertad de expresión» bajo el Pacto Internacional de Derechos Civiles y Políticos (ICCPR). El Comité de Derechos Humanos confirmó la Ley Gayssot como necesaria para contrarrestar el antisemitismo.

## Condenaciones
- Vincent Reynouard